# Merck toch hoe sterck (lied)

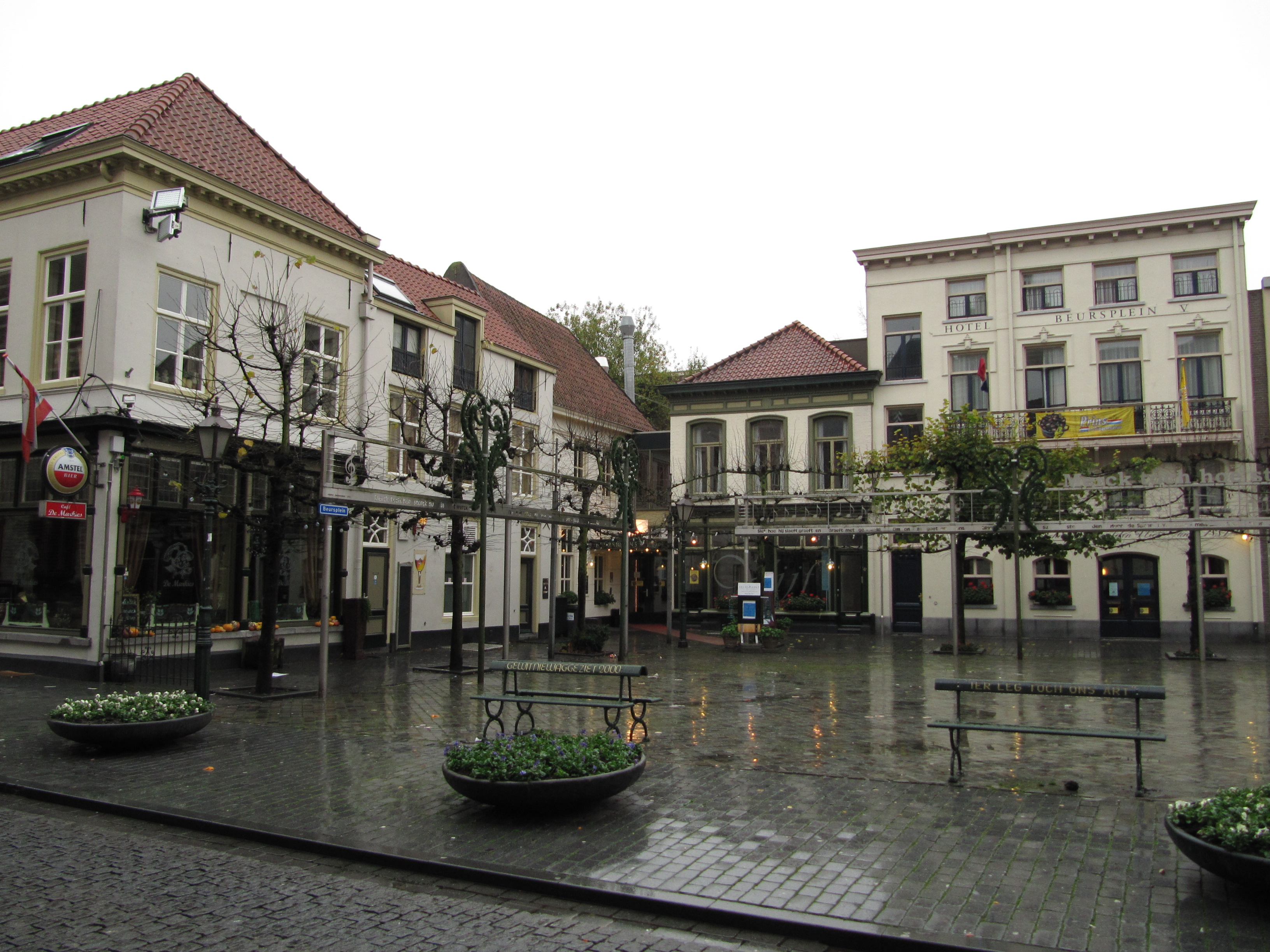
Het Beursplein te Bergen op Zoom laat de tekst van het lied zien.

Merck toch hoe sterck is een van de bekendste Nederlandse geuzenliederen uit de Tachtigjarige Oorlog. De oudste bekende overlevering dateert uit 1626.

## Achtergrond
Het lied werd in 1626 gepubliceerd in het geuzenliedboek de Nederlandtsche gedenck-clanck. In de oorspronkelijke publicatie heeft het contrafact een wijsaanduiding van 'Comedianten dans'. Dit verwijst naar de van oorsprong Engelse melodie What if a day or a month or a year, geschreven door Thomas Campion als een luitlied. Het verscheen in 1606 in het liedboek 'An Howres Recreation in Musicke' van Richard Allison als het zevende in zijn 'Songs to 5. voyces'.
Dit lied, ook wel Het beleg van Berg(en)-op-Zoom genoemd, is het overwinningslied over het ontzetten van de stad, op 2 oktober 1622, na een drie maanden durend beleg door Luis de Velasco en zijn troepen. Het lied is daarmee een typisch voorbeeld van tendensliteratuur uit de Tachtigjarige Oorlog.

### Auteurschap
Algemeen wordt aangenomen dat de tekst van Adriaen Valerius is, al werd dat eind 19e eeuw in twijfel getrokken door Jan ten Brink. Ten Brinks bewering dat Jan Janszoon Starter de echte auteur zou zijn, werd afdoende door F.C. Wieder weerlegd.

## Toelichtingen bij de tekst
In elk van de eerste vier regels van ieder couplet komt een twee- of drievoudig binnenrijm voor, slagrijm genoemd. In de refreinen komt dan nog een gewoon binnenrijm voor, meer bepaald in de oneven verzen.
De eerste strofe gaat over de Spanjaarden die eraan komen om de stad te bezetten, het aansluitende refrein bevat dan ook gebiedende wijzen (hout u, stut, laat) als een aansporing aan de inwoners van Bergen-op-Zoom om de vijandelijke aanval af te weren. De tweede strofe beschrijft de strijd en de verliezen van de Spanjaarden, ze wordt gevolgd door een refrein dat de overwinning al beschouwt als een feit (hout sich vroom, 't Stut, 't Heeft). De derde strofe is vooral spottend.

### Eerste couplet
Het woord "Maraen" in de eerste strofe: 
Hoor de Spaensche trommels slaen! / Hoor Maraens trompetten!
was destijds een scheldwoord voor een Spanjaard. Het is afgeleid van het Spaanse woord marrano, dat verwijst naar Spaanse joden die (mogelijk onder dwang van het Verdrijvingsedict) christen waren geworden. De onderliggende boodschap hiervan is dat de Spanjaarden slechts schijnchristenen zouden zijn geweest.

### Refrein
De 'boom' en 'stroom' waarvan sprake in het refrein:
't Heeft 's Lands boom end' sijn stroom / Trouwlijck doen bewaren!
duiden op de landsgrens (bodem → bo—m) en de zeegrens (stroom) van de stad.

### Derde couplet
Het derde couplet bevat enkele spottende woordspelingen kort na elkaar, namelijk Spinola en spinnen, Cordua en kruijd spoedig voort, Velasco en vlas: 
Maer also dra Spinola 't heeft gehoord / Trekt hij flux heen op de been met al sijn heeren /Cordua kruijd spoedig voort / Sach daer niets te winnen / Don Velasco liep gestoord / 't Vlas was niet te spinnen
Met "Spinola" wordt naar alle waarschijnlijkheid op Ambrogio Spinola gedoeld. "Cordua" verwijst naar Don Gonzalo de Córdoba, een Spaanse aanvoerder; tevens is dit een toespeling op "korde-wagen" (kruiwagen), terwijl ook Don Velasco en vlas hier duidelijk toespelingen op elkaar zijn. De naam Don Velasco is trouwens onjuist, omdat Don steeds met de voornaam moet worden gebruikt.

## Betekenis van het lied in latere eeuwen
Merck toch hoe sterck werd opgenomen in de liedbundel Kun je nog zingen, zing dan mee (1906). Dankzij de populariteit in combinatie met de lange drukgeschiedenis van dit liedboek (41e druk in 1986) bleef het liedje decennialang in ruime kring in omloop. Ook in de Leuvense, Antwerpse en de Gentse studentencodex werd het lied opgenomen, waardoor het lied ook in Vlaanderen lange tijd een zekere bekendheid genoot.
Tijdens de Boerenoorlogen werd het lied door Afrikaners omgedoopt tot het Boerenkrijgslied.
De inwijdingsuitzending van Radio Oranje op 28 juli 1940 begon met dit lied. Het werd gespeeld door organist Reginald Foort, waarna koningin Wilhelmina een toespraak hield.
Het lied is een vast onderdeel van het repertoire van de Koraalmuziek bij het 3 oktoberfeest van de stad Leiden.
Het is ook het volkslied van de stad  Bergen op Zoom. Het inspireerde verschillende Nederlandse en Belgische componisten, onder wie Henk Badings, Cor Kee, Willem Hendrik Zwart, Staf Nees, Rogier van Otterloo en Paul Christiaan van Westering, tot het schrijven van variaties.
De melodie werd, gespeeld op de beiaard van de Sint-Gertrudiskerk in Bergen op Zoom en de beiaard van O.L.V. Hemelvaart in Raamsdonksveer, gebruikt als pauzeteken van Radio Nederland Wereldomroep, behalve bij de Franstalige uitzendingen.

## Vernoemingen
In 1997 schreef stadschroniquer Piet H.B. Michielsen het straattheater Merck toch hoe Sterk in opdracht van de Bergse ondernemersvereniging en voerden plaatselijke toneelspelers de 3-acter een groot aantal keren op in de Thaliatuin, waarbij de historische achtergevel van de 14e-eeuwse Sint Gertrudiskerk als decor werd gebruikt, ter opluistering van de Bourgondische Krabbenfoor. De Wereldomroep zond het spektakel integraal uit omdat deze het Bergse volkslied als tune gebruikt en het strijdlied derhalve onlosmakelijk is verbonden met de WO. Enkele jaren later werd het stuk nogmaals diverse keren opgevoerd in de Lievevrouwestraat waarbij deze keer de 13e-eeuwse stadspoort - de Gevangenpoort - als monumentaal decor werd gebruikt, tijdens de Vestingstedendagen.
Steven Spielberg gebruikte het lied in zijn serie Band of Brothers (2001). In aflevering 4 "REPLACEMENTS" wordt het lied luidkeels gezongen door de inwoners van Eindhoven tijdens de intocht van de geallieerden.
Tussen 1996 en 2009 werd er in Meer (in de Belgische provincie Antwerpen) een bier gebrouwen dat naar dit lied was vernoemd.